# Инквачилав Дибир
Дибир Геничутлинский (Аварский), Инквачилав Дибир-Хаджи (авар. Инквачилав Дибир; 1816, Геничутль, Аварское ханство — 1898, там же) — военный деятель Северо-Кавказского имамата и Царской России, один из последних наибов имама Шамиля в период мюридизма, комендант его последнего бастиона — Гуниба. Впоследствии перешёл на сторону царской России, с 1877 года — штабс-ротмистр гвардии царской армии. Уроженец села Геничутль (Хунзахский район), аварец по национальности.

## Ранние годы и происхождение
Дибир родился в 1816 году в аварской семье Инквачилава и Багисултан в ауле Геничутль, где воспитывался вместе с сестрами Нуцалай и Шавалай. Инквачилав-старший дал своему сыну хорошее образование, сделав его знатоком традиционного круга арабо-мусульманских наук. Когда Имам Шамиль начал набирать силу, Дибир вступил в его армию. С тех пор, на протяжении всех двадцати пяти лет вплоть до пленения Шамиля, Дибир не покидал его сторону. Первые уроки войны получил у Хаджи-Мурата, сопутствуя ему во всех наездах в качестве письмоводителя и отрядного кадия. В 1843 году, в возрасте 27 лет, был назначен наибом.

## Наиб Имама Шамиля
Роль наиба застала Инквачил-Дибира в трудное время Кавказской войны: пало Ахульго, силы Шамиля ослабли. Дибир справлялся со своей ролью достойно: так, летом 1854 года, он был одним из тех, кто вторгся в Цинандали под личным руководством имама Шамиля. Горцам удалось прорваться за реку Алазани, сжечь усадьбу Цинандали, принадлежавшую князю Давиду Чавчавадзе, захватить в плен его семью и вывезти её в Чечню, в аул Ведено. Этот набег стал первым в XIX веке и одновременно последним большим набегом горцев на заалазанскую Кахетию. Позже этих пленников обменяли на сына Шамиля, Джамал Ал-Дина.
В 1857 году Инквачил-Дибир отважно выступал под Буртунаем, где особенно выделился среди других наибов. По утверждению Максуда Алиханова-Аварского, именно после этого сражения Шамиль произнес памятную в горах фразу: «Таких молодцев создает только Авария». В 1858 году отважно сражался в Чечне вместе ближайшим сподвижником имама Абакар-Дибиром, куда прибыл по указанию Шамиля в качестве подкрепления для сына имама, Гази-Мухаммада.

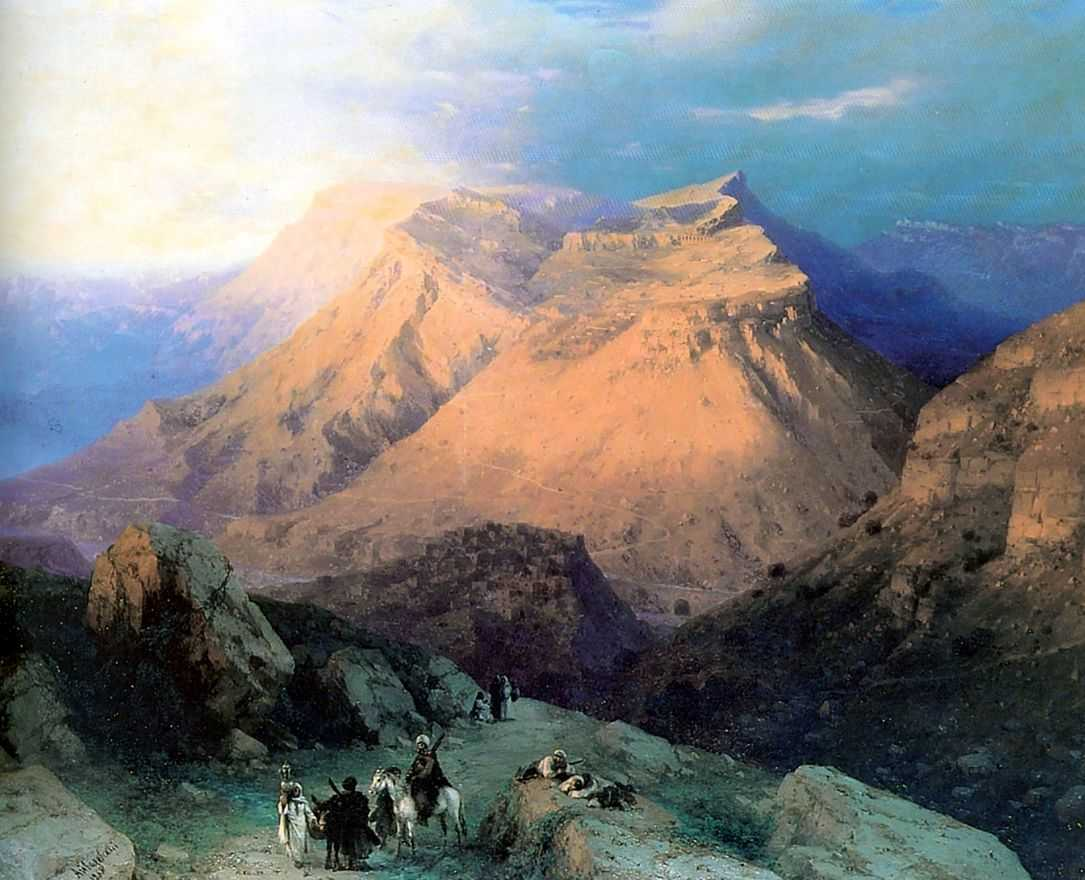
Айвазовский И. К. «Аул Гуниб в Дагестане» (1869). Вид с Кегерских высот, где во время осады Гуниба располагался командный пункт русской армии.

В разное время Кавказской войны Дибир занимал разные ответственные посты в Имамате: был доверенным лицом Шамиля, служил его наибом во многих районах, был членом Государственного Совета (Шуры), а также членом Высшего дивана (Суда).
Абдуррахман Казикумухский, сын шейха Джамалуддина и зять Шамиля, в своих очерках описывает Дибира, как справедливого и достойного наиба: «Наибов, которых здесь перечислил, я видел своими глазами несколько раз и сам знал об их положении... Среди этих наибов были такие, которые чистосердечно были преданы имаму и ради дела не жалели ни своего имущества, ни себя, соблюдая среди народа, подвластного им, справедливость... Самыми справедливыми наибами в Дагестане были: Хаджиясул Мухаммад из Аварии, Хаджи-Мурад, Инквачил Дибир».

## Гуниб
Статья: Взятие Гуниба
1 апреля 1859 года Кавказской армией была взята штурмом чеченская резиденция Шамиля — селение Ведено. Вслед за этим по всей Чечне сторонники Шамиля прекратили сопротивление. Самому имаму с небольшим отрядом преданных соратников удалось скрыться. В мае 1859 года Шамиль останавился в доме Инквачил-Дибира в Геничутле: там он сообщил наибу, что его новой ставкой станет горный аул Гуниб, который все еще был под контролем имамата. Имам приказал Дибиру собрать его семью (а также семьи его двух сестер, Нуцалай и Шавалай), чтобы отправиться в Гуниб.
Инквачил-Дибир вместе с мужем своей сестры Хассаном (бывшим сотником Хаджи-Мурата), а также с их сыновьями, стойко сражался на Гунибе, потеряв двух своих племянников в бою. Дибир был последним из наибов, кто не предал Имама Шамиля в последние дни войны: он не только до последнего руководил обороной Гуниба, но и лично вел переговоры с генералом Барятинским в качестве коменданта. На второй день переговоров Дибир, вместе с послом особых поручений имама Юнусом Чиркейским, отправился в Хоточ на переговоры с Барятинским. Там, в лагере Лазарева, Инквачил-Дибир встретил друга детства и брата своей первой жены Халун, Алихана Гусейнова (отца Максуда Алиханова-Аварского). Будучи полковником Апшеронского полка, Алихан предложил Дибиру перейти на сторону Российской империи. Ультиматумы русских были отвергнуты, и Дибир вернулся в Гуниб, защищая аул даже после пленения Шамиля. К концу осады Дибир вместе со своим зятем Хассаном был пленен русскими, после чего осужден на 6 месяцев, которые провел в тюрьме Темир-Хан-Шуры. Его семья была доставлена под конвоем в разрушенный после пленения Шамиля Геничутль.

## После Кавказской войны
После полугодового военного заключения в Темир-Хан-Шуре Инквачил-Дибир вернулся в родной аул. За время его заключения новым наместником Хунзаха был назначен Ибрахим-хан, сын Ахмед-хана Мехтулинского. Среди его приближенных был сын астраханского наместника, которого когда-то спас от резни Гамзат-бека отец Дибира Инквачилав: он попросил отпустить Гамзат-бека юношу себе в помощники. Уже взрослый и в чине полковника царской армии, юноша порекомендовал Ибрахим-хану взять Дибира на службу в качестве писаря.
18 июля 1862 года стал депутатом Дагестанского народного суда, после чего продвигался по службе в царской армии: выступал в качестве наиба Северо-Табасаранского (1867-1871 г.г.), Цатанихского (1871-1872 г.г.), Дидойского (1872-1878 г.г.), Тилитли-Гидатлинского (1878-1880 г.г.) округов.
Во время восстаний 1877 года присоединиться к «малому газавату» отказался: помимо того, что он на личном опыте понял обреченность борьбы против всесильной власти царской колониальной политики, он также видел в этом провокацию турецкого султана, терпевшего поражение в русско-турецкой войне. Дибир не хотел посылать свой народ на верную смерть в восстании, призванном отвлечь часть сил русской армии от врага. Восстание было жестоко подавлено: впервые в истории Кавказской войны были проведены публичные казни, в которых были повешены более 300 руководителей малого газавата. Более 5000 семей Дагестана были репрессированы и сосланы в Сибирь (по официальным данным, было выслано 4875 «душ», по местным источникам — от 10 до 30 тысяч человек). Инквачил-Дибир не только предугадал исход восстания, но и спас жителей Хунзаха от жестокой расправы и репрессий.
В 1880 году стал наибом Хунзахском и Гунибском округе, где служил в звании штабс-ротмистра царской армии. Был награжден Орденами Святого Владимира 3-й и 4-й степени и Орденом Святого Станислава 3-й степени. Вместе с Орденом Святого Владимира получил титул дворянина и приобрел право на наследование титула дворянства по мужской линии.
После отставки в 1887 году дважды совершил паломничество в Мекку – Хадж, где посетил могилу своего зятя Гайдарбека Геничутлинского. После паломничества носил имя по титулу Дибир-Хаджи. Был меценатом, на свои средства построил многие мечети в селах нагорного Дагестана, вел просветительскую деятельность и способствовал распространению мусульманских наук среди горцев. Умер в 1898 году в возрасте 82 лет и похоронен на родовом кладбище в Геничутле.

## Семья
Инквачилав-Дибир был женат дважды: на Халун Гусейновой (Халун Гусейн кызы), сестре генерал-майора царской армии Алихана Гусейнова и на Парихан Парул-Магомаевой (Парихан Парул-Магома кызы). От этих браков у него было восемь детей: семь дочерей и один сын. Одна из дочерей Дибира, Хандулай-хаджи, была замужем за аварским ученым и богословом, Гайдарбеком Геничутлинским.
К числу прямых потомков Дибира-Хаджи относится народная поэтесса Дагестана Фазу Гамзатовна Алиева, его праправнучка.